# Esclottes
Esclottes – miejscowość i gmina we Francji, w regionie Nowa Akwitania, w departamencie Lot i Garonna.
Według danych na rok 1990 gminę zamieszkiwały 173 osoby, a gęstość zaludnienia wynosiła 19 osób/km² (wśród 2290 gmin Akwitanii Esclottes plasuje się na 1004. miejscu pod względem liczby ludności, natomiast pod względem powierzchni na miejscu 1128.).